# Nationale universiteit van Ho Chi Minhstad

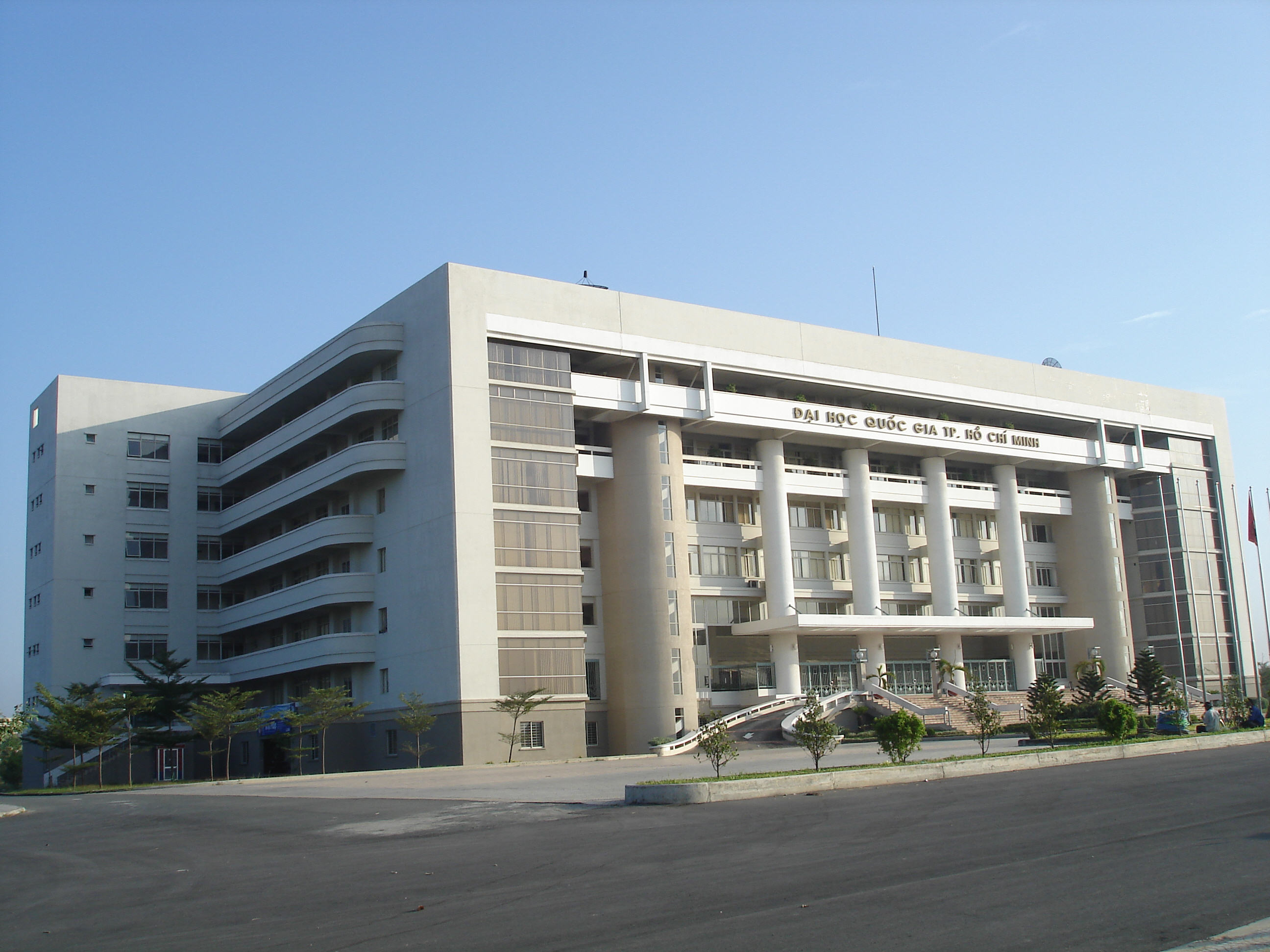
Nationale universiteit van Ho Chi Minhstad

De nationale universiteit van Ho Chi Minhstad is een universiteit in Ho Chi Minhstad, Vietnam. Dit is een van de twee de grootste universiteiten in Vietnam. De universiteit heeft 35.000 studenten. De universiteit werd door het combineren in 1995 van enkele universiteiten in Ho Chi Minhstad gevestigd.